# Версайски договор (1757)
Версайският договор от 1 май 1757 г. (известен и като Втори версайски договор) оформя нападателния съюз между Хабсбургската империя (Австрия) и Франция по време на Седемгодишната война. Той е продължение на Първия версайски договор от 1756 г., който е отбранителен. Към договора по-късно се присъединява и Русия, с което коалицията срещу пруския крал Фридрих ІІ получава завършен вид.

## Цели на страните
Предизвикан е от избухването на Седемгодишната война и по-точно - от пруското нападение срещу Саксония на 29 август 1756 г. Инициатор е австрийският външен министър Венцел Антон фон Кауниц, който разбира, че страната му трябва да направи сериозни отстъпки. Когато обсъжда въпроса с императрицата Мария Терезия, той постига съгласието ѝ да се жертва богата провинция Австрийска Нидерландия, а за сметка на това Франция да помогне за разгрома на Прусия и за връщането на другата богата провинция - Силезия (загубена през Войната за австрийското наследство). Кауниц е убеден, че френската армия е непобедима и че бързо ще се постигне поставената цел. Що се отнася до френския крал Луи ХV, той вижда отлична възможност да придобие стратегически важната Нидерландия, която страната му желае още от времето на Тридесетгодишната война. Според него войната в Европа ще приключи бързо и когато завземе нидерландските пристанища, Франция ще държи враговете си от Великобритания в шах.

## Клаузи
За разлика от Първия версайски договор, този път има само един документ с десет точки. Франция обещава да действа със 129-хилядна армия в Германия (срещу Прусия и Хановер). Съгласява се да изплаща по 12 млн. ливри годишно на Австрия. Съгласява се също кралство Прусия да бъде разбито - част от земите му да бъдат отстъпени на Австрия, Саксония, Швеция и Полша, а само сърцевината около Бранденбург да продължи да съществува под властта на курфюрста. Фридрих ІІ е обявен за агресор и възпирането му се приема за акт, който ще гарантира мира и сигурността в Свещената римска империя и в Европа. Австрия се съгласява част от Нидерландия около град Монс да премине под френска власт, а останалата да се отстъпи на Фелипе Пармски, брат на испанския крал. Срещу това Австрия трябва да вземе неговот владение Парма. Накрая се отправя покана за присъединяване на Русия, Саксония, Бавария, Швеция, Полша, Пфалц, Испания, Парма и Неапол.

## Последици
Този договор осъществява старата мечта на Кауниц за голяма коалиция против Прусия. За Фридрих ІІ, който по това време воюва с австрийците в Чехия, той е истинска катастрофа. Той осъзнава, че оттук нататък ще трябва да се бори за спасението на страната си. Договорът предизвиква и по-активна позиция на англичаните в негова подкрепа.
Войната обаче не се развива според очакванията на съюзниците. Вярно, че през есента на 1757 г. Прусия е притисната и вече се вижда краят ѝ, но забележителните победи на Фридрих при Росбах (срещу французите) и при Лойтен (срещу австрийците) осигуряват спасението ѝ. В същото време други френски сили окупират Хановер, но през 1758 г. отстъпват оттам. Още едно поражение - при Минден (1 август 1759) съвсем убива бойния дух на французите. Ето защо малко по-късно чрез Третия версайски договор те се отказват от намерението си да воюват с Прусия и прекратяват субсидиите за Австрия.